# Süßstoff
| Name                                 | relative Süßkraft (Saccharose = 1) | ADI in mg/kg Körpergewicht |
| ------------------------------------ | ---------------------------------- | -------------------------- |
| Acesulfam (E 950)                    | 130–200                            | 9                          |
| Advantam (E 969)                     | 20.000–37.000                      | 5                          |
| Aspartam (E 951)                     | 200                                | 40                         |
| Aspartam-Acesulfam-Salz (E 962)      | 350                                | 20                         |
| Cyclamat (E 952)                     | 30–50                              | 7                          |
| Neohesperidin-Dihydrochalkon (E 959) | 400–600                            | 5                          |
| Neotam (E 961)                       | 7.000–13.000                       | 2                          |
| Saccharin (E 954)                    | 300–500                            | 5                          |
| Sucralose (E 955)                    | 600                                | 15                         |
| Steviosid (E 960)                    | 200–300                            | 4                          |
| Thaumatin (E 957)                    | 2.000–3.000                        | keiner festgelegt          |

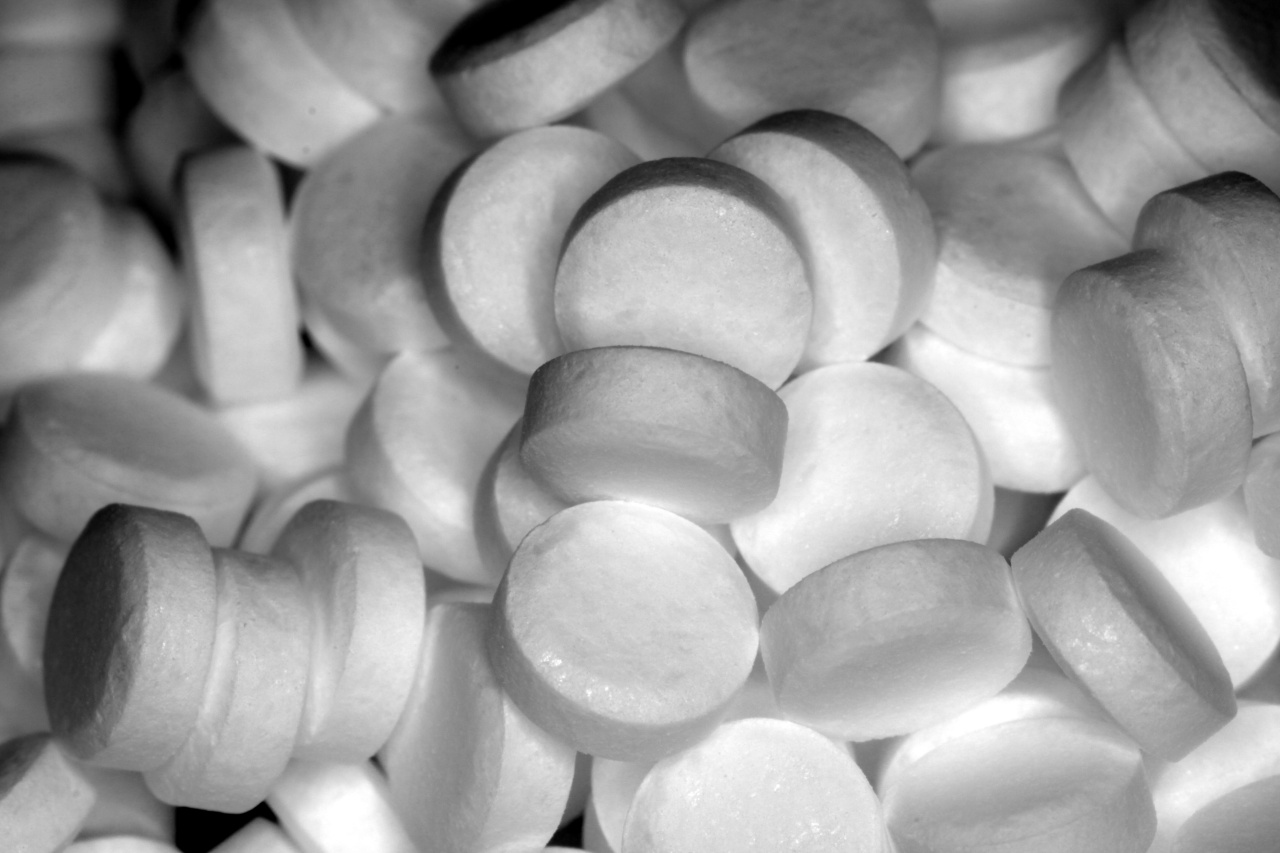
Tablettierter Süßstoff

Süßstoffe sind synthetisch hergestellte oder natürliche Ersatzstoffe z. B. aus Süßstoffpflanzen für Zucker, die dessen Süßkraft erheblich übertreffen. Sie haben keinen oder einen sehr geringen physiologischen Brennwert. Außerdem bieten sie Karies verursachenden Bakterien keine Nahrung, da sie von der Mundflora nicht verstoffwechselt werden. Die Süßkraft der Süßstoffe wird immer auf Saccharose mit der Süßkraft 1 bezogen. Zusammen mit den Zuckeraustauschstoffen bilden sie die Gruppe der Süßungsmittel.

## Allgemeines
| Name                    | relative Süßkraft (Saccharose = 1) |
| ----------------------- | ---------------------------------- |
| Alitam                  | 2.000–3.000                        |
| Brazzein                | 500–2.000                          |
| Dulcin                  | 200                                |
| Hernandulcin            | ca. 1.250                          |
| Lugdunam                | 220.000–300.000                    |
| Monellin                | 800–2.000                          |
| Pentadin                | 500                                |
| Sucrononsäure           | 200.000                            |
| 5-Nitro-2-propoxyanilin | 3.000–4.000                        |

Voraussetzung für die Wirkung von Süßstoffen ist, dass sie von ihrer chemischen Struktur her in der Lage sind, an die Geschmacksrezeptoren anzudocken. Zahlenangaben über die relative Süßkraft sind Richtwerte und werden auf eine drei- bis vierprozentige Saccharoselösung bezogen. Die Süßkraft 500 besagt, dass eine 500-fach verdünnte Lösung des Süßstoffes die gleiche Süßkraft wie die Saccharoselösung aufweist. Die Süßkraft ist außerdem abhängig von den weiteren Bestandteilen des gesüßten Nahrungsmittels, dessen Temperatur sowie von seinem pH-Wert.
Es zeigen sich z. T. Synergismen zwischen verschiedenen Süßstoffen, wie z. B. zwischen Aspartam und Acesulfam, die zu einer noch höheren Süßkraft führen kann. Zur geschmacklichen Verbesserung werden Saccharose-basierte Süßstoffe häufig mit anderen Süßstoffen oder mit Zuckeraustauschstoffen kombiniert. In reiner Form genossen können Süßstoffe z. T. Lakritz-, Menthol- oder Sauergeschmäcke aufweisen.

## Geschichte
Neben der schon bei den Römern für die Zubereitung von Defrutum bekannten Verwendung von Bleigefäßen, mit denen der damit giftige „Bleizucker“ entstand, ist das vom Zuckerchemiker Constantin Fahlberg gefundene „Saccharin“ der älteste künstliche Süßstoff. Es kam 1885 erstmals auf den Markt. Als es um 1900 dem Zucker Konkurrenz zu machen begann, wurde es auf Druck der Zuckerindustrie in verschiedenen Staaten unter Apothekenzwang gestellt, sodass es nur noch gegen ein Arztzeugnis (zum Beispiel für Diabetiker) erhältlich war. Im Deutschen Reich und Österreich-Ungarn bestand vor dem Ersten Weltkrieg ein Süßstoff- und Saccharin-Handelsverbot. Die Stoffe wurden in größerer Menge aus der Schweiz eingeschmuggelt.
Ebenso wie Saccharin wurde Cyclamat 1937 durch Zufall bei der Suche nach einem fiebersenkenden Arzneimittel entdeckt, als ein Chemiker bemerkte, dass eine auf dem Labortisch abgelegte Zigarette süß schmeckte. In den beiden Weltkriegen ersetzten Süßstoffe teilweise den damals knappen Zucker.

## Gesundheitliche Bewertung
Über die Langzeitwirkung des Einsatzes von Süßstoffen, insbesondere deren Kombinationen, gibt es bisher wenige gesicherte Erkenntnisse. Studien zu möglichen gesundheitsschädlichen Wirkungen gelangten zu unterschiedlichen Ergebnissen.
Das Bundesinstitut für Risikobewertung hält den Einsatz der innerhalb der EU zugelassenen Süßstoffe für gesundheitlich unbedenklich, sofern die jeweiligen Höchstmengen nicht überschritten werden. In der Bewertung aus dem Jahr 2003 heißt es: „Von Verbrauchern wurden wiederholt Fragen nach potentiellen unerwünschten Wirkungen bzw. Nebenwirkungen zum Beispiel bei Verwendung des Süßstoffs Aspartam gestellt. Dabei wurden die im Stoffwechsel aus Aspartam entstehenden Stoffe Asparaginsäure, Phenylalanin und Methanol mit unerwünschten Wirkungen wie Kopfschmerzen, Allergien, neuroendokrinen Veränderungen, Epilepsie oder Hirntumoren in einen mutmaßlichen Zusammenhang gebracht. Nach eingehender Überprüfung […] konnten die vermuteten Zusammenhänge nicht bestätigt werden“.
Ein Übersichtsartikel von 2013 kam zum Schluss, dass noch keine evidenzbasierte Empfehlung für oder gegen Süßstoffe ausgesprochen werden könne und dass Süßstoffe zwar als diätetisches Hilfsmittel für Diabetespatienten oder bei einer auf Gewichtsreduktion ausgerichteten Ernährung hilfreich sein mögen, dass aber für eine optimale Gesundheit zu empfehlen sei, nur minimale Mengen von Zucker und Süßstoffen zu konsumieren.
Offen ist mit Stand 2018, wie sich die Einnahme von Süßstoffen auf die Pharmakokinetik auswirkt. Möglicherweise kann die Aufnahme von Arzneimitteln durch Süßstoffe verhindert bzw. ihr Abbau beschleunigt werden. Im Tierversuch hatte sich gezeigt, dass Sucralose die Expression von P-Glycoprotein und Cytochrom P-450 erhöht. Auch ist unsicher, ob Süßstoffe ins Fruchtwasser und in den Liquor gelangen. Schwangeren wird von übermäßigem Verzehr von Süßstoffen abgeraten. Ob und wie weit sich eine Umstellung von Zucker auf Süßstoffe zur Gewichtsreduktion eignet, ist bislang umstritten (siehe Abschnitt Blundell-Hill-Hypothese).
In einem systematischen Statusbericht zum wissenschaftlichen Kenntnisstand von 2022 kam die WHO zu dem Schluss, dass randomisierte kontrollierte Studien im Allgemeinen darauf hindeuten, dass zuckerfreie Süßstoffe nur geringe Auswirkungen auf den Glukosestoffwechsel haben und kurzfristig zu einem niedrigeren Körpergewicht führen, wenn sie bei der Nahrungsaufnahme mit einer (generell) reduzierten Energiezufuhr einhergehen. Hingegen bestand kein eindeutiger Konsens darüber, ob Süßstoffe auch langfristig hinsichtlich einer Gewichtsabnahme oder -erhaltung wirksam sind oder ob sie bei einer Aufnahme innerhalb der erlaubten Tagesdosis (ETD) mit anderen langfristigen gesundheitlichen Auswirkungen verbunden sind. Unter dem Vorbehalt einer generellen Ungewissheit bezüglich der Faktenlage („The recommendation is based on evidence of low certainty overall, ...“) empfahl die WHO 2023, Süßstoffe nicht zum Zweck der Gewichtskontrolle oder zur Risikoreduzierung für nicht übertragbare Krankheiten zu konsumieren. Diese Empfehlung sei allerdings im Kontext weiterer WHO-Richtlinien zu betrachten, in denen sie sich allgemein für eine Verringerung der Zuckeraufnahme und Förderung gesunder Ernährung ausspricht.

### Mikrobiom
Bisher (Stand: 2019) konnte nur für Saccharin, Sucralose und Stevia nachgewiesen werden, dass sie beim Menschen die Zusammensetzung der Darmflora verändern.

### Bedeutung für Krebs-Entstehung
Bezüglich der Fragestellung, ob Süßstoffe das Risiko erhöhen, an Krebs zu erkranken oder daran zu sterben, ist die Studienlage schlecht. Die Studien weisen größere Mängel auf, damit fehlen aussagekräftige Belege. Nach Aussage der Deutschen Gesellschaft für Ernährung gibt es keine Hinweise auf ein erhöhtes Krebsrisiko durch die Verwendung von Süßstoffen. Nur eine Studie habe ein erhöhtes Risiko für Blasenkrebs bei Ratten bei hohem Süßstoffkonsum ergeben. In der Studie wurde der Urin der Ratten, der deutlich saurer als der menschliche ist, durch die Einnahme von sauren Süßstoffen zur Kristallbildung angeregt, diese Kristalle verletzten die Innenwand der Blase und der ständige Heilprozess verursachte Erbschäden. Diese Einschätzung wurde 2018 in Arbeiten am NIH bestätigt. Das erhöhte Krebsrisiko bei Ratten, das in den 1970er-Jahren in über 50 Studien gefunden worden war, ist demnach nicht auf den Menschen übertragbar.
Aus der Auswertung der zehn bis dahin vorliegenden Studien zum Zusammenhang von Süßstoffen und Krebsrisiko beim Menschen zog eine Forschungsgruppe der Universitätsklinik Köln 2001 vier Schlüsse:
- Saccharin kann bei Ratten in extrem hohen Dosen Blasenkrebs auslösen, was jedoch auf die spezielle Reaktion von Nagetieren auf Natriumsalze zurückzuführen ist.[12]
- Nur eine Studie konnte bis 2001 ein leicht erhöhtes Blasenkrebsrisiko (RR 1,3; KI 0,9–2,1) beim Menschen durch starken Süßstoffkonsum über 1,68 g (1.680 mg) pro Tag belegen, das allerdings ebenso durch starken Kaffeekonsum oder durch Harnwegsinfektionen erreicht werden kann. Eine Identifikation der Wirkung einzelner Süßstoffe ist dabei jedoch wegen der üblichen Vermischung nicht möglich.[12]
- „Trotz teils reißerischer und unwissenschaftlicher Artikel in der Laien- sowie der Fachpresse gibt es bislang keinen fundierten Nachweis, dass der Zuckerersatzstoff Aspartam karzinogen wirkt.“[12]
- Über Süßstoffe der zweiten Generation wie Acesulfam-K, Sucralose, Alitam oder Neotam lassen sich keine Aussagen machen, da sie erst seit zu kurzer Zeit im Einsatz waren.[12]

### Bei Phenylketonurie
Personen, die unter einer Phenylketonurie leiden, dürfen den Süßstoff Aspartam nicht zu sich nehmen. Daher müssen Produkte, die Aspartam enthalten, in der EU mit dem Hinweis „enthält eine Phenylalaninquelle“ oder „mit Phenylalanin“ gekennzeichnet sein. Neugeborene werden heute auf Phenylketonurie routinemäßig getestet. Jede eiweißhaltige Ernährung (insbesondere auch Milch, einschließlich Muttermilch) kann Menschen mit Phenylketonurie schädigen.

## Blundell-Hill-Hypothese
Im Jahr 1986 berichtete das britische Forscherteam J. E. Blundell und A. J. Hill im Magazin The Lancet von einem Versuch, bei dem die Testpersonen nach dem Trinken von mit Süßstoff angereichertem Wasser über stärkere Hungergefühle berichteten als nach dem Trinken derselben Menge reinen Wassers. Seitdem haben zahlreiche Studien die mögliche Wirkung von künstlichen Süßstoffen auf Appetit und Hunger untersucht. Außer Blundell/Hill fand nur eine Studie Hinweise auf eine appetitsteigernde Wirkung, und zwar bei einem Test mit Kaugummi. Mit Bezug auf Blundell/Hill wurde die Hypothese aufgestellt, dass Süßstoffe ebenso wie Zucker eine verstärkte Ausschüttung von Insulin kurz nach ihrer Aufnahme bewirken (cephalische Insulinreaktion), obwohl diese im Gegensatz zu Zucker und Kohlenhydraten dem Körper keine Glucose zuführen. Kurze Zeit später komme es dann zu einem starken Abfall des Blutzuckerspiegels, was die Hungergefühle erkläre. In mehreren Versuchen wurde jedoch dieser Effekt nicht bestätigt.
Eine Studie aus dem Jahr 1998 zeigte, dass verschiedene Süßstoffe mit einer bitteren Geschmackskomponente (Natriumsaccharin, Natriumcyclamat, Steviosid und Acesulfam-K), nicht jedoch Aspartam, an isolierten Ratten-Pankreas-Inselzellen die Insulinausschüttung statistisch signifikant steigerten. In einer Studie von Härtel und Graubaum aus dem Jahr 1993 mit 14 Personen konnte jedoch keine Steigerung des Plasmainsulins nach der Aufnahme von Aspartam, Acesulfam, Cyclamat und Saccharin festgestellt werden.
Ebenfalls basierend auf Blundell/Hill wurde die Theorie aufgestellt, dass die Verwendung von Süßstoff zu einer verstärkten Energieaufnahme führe und dadurch Übergewicht fördere. Begründet wurde dies zum einen mit der Hypothese der Appetitsteigerung, zum anderen mit der Theorie des kompensatorischen Essverhaltens, wonach der Körper eingesparte Energie bei einer Mahlzeit durch verstärkte Energieaufnahme bei späteren Mahlzeiten ausgleiche oder überkompensiere. Die meisten Studien ergaben jedoch nur eine geringe Energiekompensation im Zusammenhang mit Süßstoffen, im Durchschnitt betrug sie nur 32 Prozent. In einer Langzeitstudie der dänischen Universität Frederiksberg nahmen 41 Übergewichtige (mit durchschnittlich etwa 28 BMI) täglich knapp einen Liter Limonade oder Saftgetränke zu sich, die mit Zucker (Saccharose) oder mit Süßstoffen (einer Mischung aus Aspartam, Acesulfam-K, Cyclamat und Saccharin) gesüßt waren. Nach 10 Wochen wies die erste Gruppe ein im Schnitt um 1,3 kg erhöhtes Gewicht auf, das Gewicht der Süßstoff-Gruppe hingegen war um 0,3 kg gefallen. Eine Meta-Analyse aus dem Jahr 2007 hingegen listet 19 Studien auf, von denen drei eine appetitsteigernde und drei eine appetitmindernde Wirkung angeben, alle übrigen ergaben keinen Einfluss von Süßstoff auf Hunger und Kalorienaufnahme.
Yang stellte 2010 die Hypothese auf, dass die sensorische Komponente (süßer Geschmack) ohne die entsprechende energetische Komponente (energiereiche Moleküle im Blut) das Belohnungssystem des Gehirns nur teilweise aktiviert (die sensorische Komponente beeinflusst z. B. das mesolimbische Dopamin-System, die kalorische den Hypothalamus). Dies könnte laut Yang zur Folge haben, dass das Nahrungssuche-Verhalten unabhängig vom tatsächlichen körperlichen Energiebedarf verstärkt gezeigt wird, um die fehlende Komponente zu ergänzen. Des Weiteren führen Gewöhnungseffekte dazu, dass das mesolimbische System immer schwächer auf Süße reagiert, was zu einer weiteren Steigerung der Aufnahme süßer Nahrungsmittel führen könnte. Zusätzlich korreliert laut Yang die Menge des durchschnittlichen Konsums einer Geschmacksrichtung bei einer Person mit der Vorliebe für die Intensität dieser Geschmacksrichtung. Somit würde die häufige Aufnahme süßer Nahrungsmittel und Getränke dazu führen, einen immer stärkeren Grad an Süße zu bevorzugen. Als mögliches Indiz für diese Zusammenhänge wird angeführt, dass sowohl der Prozentsatz der US-Amerikaner, die Süßstoff konsumieren, als auch der Bevölkerungsanteil mit einem BMI > 30 seit 1960 stark gestiegen sind.

## Auswirkung auf die Darmflora
In einer 2014 veröffentlichten Studie aus Israel wurden nach Süßstoff-Zufuhr (Saccharin, Sucralose oder Aspartam) auftretende Störungen von Darmflora und Glukosestoffwechsel bei Mäusen belegt (Jotham Suez u. a., Weizmann-Institut in Rehovot). Die daraufhin erfolgte Analyse von Daten von 381 nicht-diabetischen Teilnehmern einer anderen laufenden ernährungsphysiologischen Studie ergab: Teilnehmer, die Süßstoffe benutzten, wogen mehr, hatten höhere Werte bei Nüchtern-Blutzucker und HbA1c sowie eine gestörte orale Glukosetoleranz; die Untersuchung der Faeces ergab eine Veränderung der Darmflora. Da es sich um eine Beobachtungsstudie handelt, kann keine Bewertung der Kausalität erfolgen.
In Reviews aus dem Jahr 2019 wird die bisherige Studienlage zur Frage der Mikrobiom-Störung durch Süßstoffe zusammengefasst. Trotz zahlreicher In-vitro- und In-vivo-Studien (fast ausschließlich an Ratten und Mäusen) und vieler signifikanter Effekte auf verschiedene Bakterienstämme ist kein einheitlicher Befund zu erheben. Die untersuchten Süßstoffe, die beobachteten Bakterienstämme und die zugrunde gelegten Testmodelle sind zu unterschiedlich, um eine Bewertung zuzulassen. In Tierstudien ist die Dosis oftmals unrealistisch hoch. Mit gebrauchsüblichen Dosen ließen sich bislang weder bei Tieren noch Menschen messbare Gesundheitsstörungen erfassen.

## Auswirkung auf die Umwelt
Süßstoffe werden nach dem Verzehr vom menschlichen Körper ausgeschieden und gelangen über Kläranlagen, wo sie meist nur unvollständig abgebaut werden, in die Umwelt. Ihre dortigen Auswirkungen sind derzeit noch nicht absehbar. In Rhein, Neckar, Donau und Main wurden Süßstoffkonzentrationen im zwei- bis dreistelligen Nanogramm-pro-Liter-Bereich (Saccharin, Cyclamat, Sucralose) bzw. drei- bis vierstelligen Nanogramm-pro-Liter-Bereich (Acesulfam) nachgewiesen. Der Süßstoff Acesulfam ist dabei mit mehr als 2 Mikrogramm pro Liter in deutschem Oberflächenwasser der künstliche Süßstoff mit der höchsten Konzentration. Die Stiftung Warentest verwendet den Nachweis von Süßstoffen im Mineralwasser als Indikator für oberirdische Verunreinigungen: „Werden Süßstoffe im Mineralwasser nachgewiesen, deutet das darauf hin, dass Mineralwasserquellen nicht genügend geschützt sind und Wasser aus oberen Schichten eindringt.“

## Weitere Süßungsmittel
- Curculin
- Erythrit
- Glycyrrhizin
- Luo Han Guo[27]
- Miraculin
- Mogroside[27]
- Monatin[27]
- Osladin
- Perillartin
- Phyllodulcin
- Tagatose
- Guanidin: Derivate
- Nitroaniline: Derivate
- Natürliche Süßungsmittel